# Bernd Kulke
Bernd Kulke (* 2. Oktober 1959 in Zehdenick) ist ein ehemaliger deutscher Fußballspieler. In der höchsten Spielklasse des DDR-Fußballs, der Oberliga, spielte er für die BSG Energie Cottbus und den FC Victoria 91 Frankfurt (Oder).

## Sportliche Laufbahn
Kulke spielte in seiner Jugend bei seinem Heimatverein BSG Aufbau Burgwall, bei der SG Dynamo Gransee und später in der Jugendabteilung des BFC Dynamo. 1978 wurde er von der SG Dynamo Fürstenwalde verpflichtet. Zum Jahreswechsel 1979/80 ging Kulke zurück zum BFC, blieb dort aber nur bis zum Sommer. Er schloss sich der BSG Energie Cottbus an, die in der zweitklassigen Liga spielte. Bereits in seiner ersten Saison 1980/81 kam Kulke auf 15 Einsätze, schoss dabei vier Tore und stieg mit Cottbus in die Oberliga auf. Er debütierte am 22. August 1981, als er am 1. Spieltag bei der 0:5-Niederlage gegen Rot-Weiß Erfurt in der Startelf stand, im ostdeutschen Oberhaus. Sein erster Treffer in der Oberliga gelang Kulke am folgenden Spieltag gegen die BSG Chemie Buna Schkopau in der 56. Minute – dennoch verlor Cottbus mit 1:3 gegen den zweiten Aufsteiger.
In der Oberliga-Saison 1981/82 absolvierte Kulke 19 Partien (davon 13 in der Startelf), in denen ihm drei Treffer gelangen. Dennoch musste Cottbus den direkten Wiederabstieg hinnehmen. 1982/83 traf Kulke in zwölf Spielen zweimal. In seiner letzten Saison 1984/85 in Cottbus gelangen ihm beachtliche zehn Tore in 21 Einsätzen. 1984 kehrte er zur SG Dynamo Fürstenwalde zurück. 1988/89 traf er in 11 mal und 1989/90 sogar 14 mal in der DDR-Liga für Fürstenwalde. 1990 wechselte Kulke zum FC Victoria 91 Frankfurt (Oder) in die Oberliga. In 20 Spielen schoss er drei Tore. Am Ende der Saison ging er zum unterklassigen SV Motor Eberswalde und blieb dort bis 1997. Anschließend spielte Kulke noch bis 2006 beim 1. FV Stahl Finow.